# Rusland op de Olympische Spelen

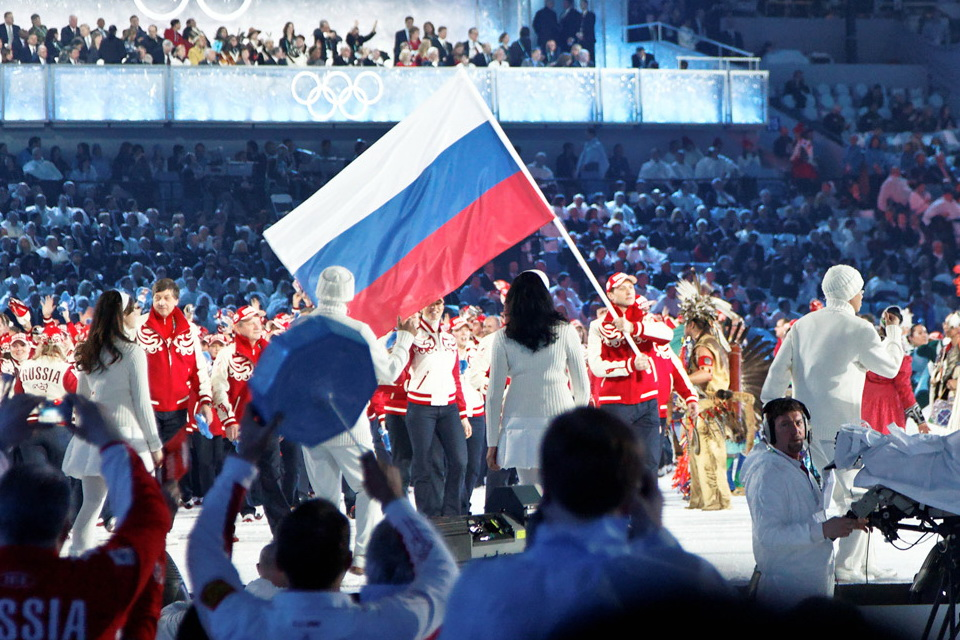
Het Russische team bij de opening van de Winterspelen 2010

Rusland is een van de landen die deelneemt aan de Olympische Spelen. Rusland debuteerde op de Zomerspelen van 1900. In 1994, kwam het voor het eerst uit op de Winterspelen.
Van 1922 tot en met 1991 was het land als de Russische SFSR onderdeel van de Sovjet-Unie en namen de Russen deel als lid van het Sovjetteam. Dat team deed voor het eerst mee in 1952. In 1992 werd er zowel op de Winter- als Zomerspelen deelgenomen met het Gezamenlijk team op de Olympische Spelen.
In 2016 nam Rusland voor de negende keer deel aan de Zomerspelen, in 2014 voor de zesde aan de Winterspelen. Het is een van de 44 landen die zowel op de Winter- als de Zomerspelen een medaille haalde, 583 (210-184-198) in totaal. Gedurende de Winterspelen van 2018 is Rusland geschorst, 'schone' atleten uit Rusland mogen wel deelnemen onder de naam Olympische atleten uit Rusland.
Ook aan de Zomerspelen van 2020 en de Winterspelen van 2022 mochten atleten niet onder Russische vlag deelnemen vanwege een schorsing door het Wereldantidopingagentschap (WADA). 
Door de inval van Rusland in Oekraïne in 2022 mochten Russische en Belarussische atleten aan de Zomerspelen van 2024 evenmin onder eigen vlag deelnemen.

## Medailles en deelnames
De tabel geeft een overzicht van de jaren waarin werd deelgenomen, het aantal gewonnen medailles en de eventuele plaats in het medailleklassement.
| Zomerspelen | Zomerspelen | Zomerspelen | Zomerspelen | Zomerspelen | Zomerspelen |        | Winterspelen | Winterspelen | Winterspelen | Winterspelen | Winterspelen | Winterspelen |
| Jaar        | Goud        | Zilver      | Brons       | Totaal      | Rang        | Jaar   | Goud         | Zilver       | Brons        | Totaal       | Rang         |              |
| 1900        | 0           | 0           | 0           | 0           | -           |        |              |              |              |              |              |              |
| 1904        | -           | -           | -           | -           | -           |        |              |              |              |              |              |              |
| 1908        | 1           | 2           | 0           | 3           | 12          |        |              |              |              |              |              |              |
| 1912        | 0           | 2           | 3           | 5           | 16          |        |              |              |              |              |              |              |
| 1920        | -           | -           | -           | -           | -           |        |              |              |              |              |              |              |
| 1924        | -           | -           | -           | -           | -           | 1924   | -            | -            | -            | -            | -            |              |
| 1928        | -           | -           | -           | -           | -           | 1928   | -            | -            | -            | -            | -            |              |
| 1932        | -           | -           | -           | -           | -           | 1932   | -            | -            | -            | -            | -            |              |
| 1936        | -           | -           | -           | -           | -           | 1936   | -            | -            | -            | -            | -            |              |
| 1948        | -           | -           | -           | -           | -           | 1948   | -            | -            | -            | -            | -            |              |
| 1952        | -           | -           | -           | -           | -           | 1952   | -            | -            | -            | -            | -            |              |
| 1956        | -           | -           | -           | -           | -           | 1956   | -            | -            | -            | -            | -            |              |
| 1960        | -           | -           | -           | -           | -           | 1960   | -            | -            | -            | -            | -            |              |
| 1964        | -           | -           | -           | -           | -           | 1964   | -            | -            | -            | -            | -            |              |
| 1968        | -           | -           | -           | -           | -           | 1968   | -            | -            | -            | -            | -            |              |
| 1972        | -           | -           | -           | -           | -           | 1972   | -            | -            | -            | -            | -            |              |
| 1976        | -           | -           | -           | -           | -           | 1976   | -            | -            | -            | -            | -            |              |
| 1980        | -           | -           | -           | -           | -           | 1980   | -            | -            | -            | -            | -            |              |
| 1984        | -           | -           | -           | -           | -           | 1984   | -            | -            | -            | -            | -            |              |
| 1988        | -           | -           | -           | -           | -           | 1988   | -            | -            | -            | -            | -            |              |
| 1992        | -           | -           | -           | -           | -           | 1992   | -            | -            | -            | -            | -            |              |
| 1996        | 26          | 21          | 16          | 63          | 2           | 1994   | 11           | 8            | 4            | 23           | 1            |              |
| 2000        | 32          | 28          | 29          | 89          | 2           | 1998   | 9            | 6            | 3            | 18           | 3            |              |
| 2004        | 28          | 26          | 36          | 90          | 3           | 2002   | 5            | 4            | 4            | 13           | 5            |              |
| 2008        | 22          | 21          | 28          | 71          | 3           | 2006   | 8            | 6            | 8            | 22           | 4            |              |
| 2012        | 24          | 26          | 32          | 82          | 4           | 2010   | 3            | 5            | 7            | 15           | 11           |              |
| 2016        | 19          | 17          | 20          | 56          | 4           | 2014   | 13           | 11           | 9            | 33           | 1            |              |
| 2020        | -           | -           | -           | -           | -           | 2018   | -            | -            | -            | -            | -            |              |
| 2024        | -           | -           | -           | -           | -           | 2022   | -            | -            | -            | -            | -            |              |
| Totaal      | 152         | 143         | 164         | 459         |             | Totaal | 49           | 40           | 35           | 124          |              |              |
| Tot. Z+W    | 201         | 183         | 199         | 583         |             |        |              |              |              |              |              |              |

Afghanistan · Albanië · Algerije · Amerikaans-Samoa · Amerikaanse Maagdeneilanden · Andorra · Angola · Antigua en Barbuda · Argentinië · Armenië · Aruba · Australië · Azerbeidzjan · Bahama's · Bahrein · Bangladesh · Barbados · België · Belize · Benin · Bermuda · Bhutan · Bolivia · Bosnië en Herzegovina · Botswana · Brazilië · Britse Maagdeneilanden · Brunei · Bulgarije · Burkina Faso · Burundi · Cambodja · Canada · Centraal-Afrikaanse Republiek · Chili · China · Chinees Taipei · Colombia · Comoren · Congo-Brazzaville · Congo-Kinshasa · Cookeilanden · Costa Rica · Cuba · Cyprus · Denemarken · Djibouti · Dominica · Dominicaanse Republiek · Duitsland · Ecuador · Egypte · El Salvador · Equatoriaal-Guinea · Eritrea · Estland · Ethiopië · Fiji · Filipijnen · Finland · Frankrijk · Gabon · Gambia · Georgië · Ghana · Grenada · Griekenland · Groot-Brittannië · Guam · Guatemala · Guinee · Guinee-Bissau · Guyana · Haïti · Honduras · Hongarije · Hongkong · Ierland · IJsland · India · Indonesië · Irak · Iran · Israël · Italië · Ivoorkust · Jamaica · Japan · Jemen · Jordanië · Kaaimaneilanden · Kaapverdië · Kameroen · Kazachstan · Kenia · Kirgizië · Kiribati · Koeweit · Kosovo · Kroatië · Laos · Lesotho · Letland · Libanon · Liberia · Libië · Liechtenstein · Litouwen · Luxemburg · Madagaskar · Malawi · Malediven · Maleisië · Mali · Malta · Marokko · Marshalleilanden · Mauritanië · Mauritius · Mexico · Micronesië · Moldavië · Monaco · Mongolië · Montenegro · Mozambique · Myanmar · Namibië · Nauru · Nederland · Nepal · Nicaragua · Nieuw-Zeeland · Niger · Nigeria · Noord-Korea · Noord-Macedonië · Noorwegen · Oeganda · Oekraïne · Oezbekistan · Oman · Oost-Timor · Oostenrijk · Pakistan · Palau · Palestina · Panama · Papoea-Nieuw-Guinea · Paraguay · Peru · Polen · Portugal · Puerto Rico · Qatar · Roemenië · Rusland · Rwanda · Saint Kitts en Nevis · Saint Lucia · Saint Vincent en de Grenadines · Salomonseilanden · Samoa · San Marino · Saoedi-Arabië · Sao Tomé en Principe · Senegal · Servië · Seychellen · Sierra Leone · Singapore · Slovenië · Slowakije · Somalië · Spanje · Sri Lanka · Soedan · Suriname · Swaziland · Syrië · Tadzjikistan · Tanzania · Thailand · Togo · Tonga · Trinidad en Tobago · Tsjaad · Tsjechië · Tunesië · Turkije · Turkmenistan · Tuvalu · Uruguay · Vanuatu · Venezuela · Verenigde Arabische Emiraten · Verenigde Staten · Vietnam · Wit-Rusland · Zambia · Zimbabwe · Zuid-Afrika · Zuid-Korea · Zuid-Soedan · Zweden · Zwitserland
Historische landen: Bohemen · Bondsrepubliek Duitsland · Brits-Indië · Duitse Democratische Republiek · Joegoslavië · Malaya · Nederlandse Antillen · Noord-Borneo · Noord-Jemen · Saarland · Servië en Montenegro · Sovjet-Unie · Tsjecho-Slowakije · West-Indische Federatie · Zuid-Jemen
Bijzondere deelnames: Onafhankelijke olympische atleten · Vluchtelingenteam 
 Australazië · Duits Eenheidsteam · Gemengd team · Gezamenlijk Team